# SAEKO
『SAEKO』（さえこ）は、1994年1月22日に公開された日本映画。配給はアドバPR。主演は常盤貴子。製作・脚本を務めた真柴貴興が自身の作品「探し屋 冴子」を原作として制作し、相澤睦彦の監督デビュー作でもある。
常盤演じる私立探偵の冴子が歌舞伎町を舞台に活躍する姿を描いたアクション映画で、紅夜叉や藤原喜明をはじめとしたプロレスラー、制作当時実在したレディース（暴走族）が多数出演する異色作品に仕上がっている。
映画の公開後発売されたビデオソフト（VHS）では、パッケージタイトルが『冴子 ～新宿事件屋稼業～』に変更されている。

## あらすじ
歌舞伎町で家出娘を専門とする私立探偵の冴子は、とあることからレディースのリーダー・愛子とコンビを組むことになる。その頃、刑務所に服役していたヤクザの藤原が出所し、内藤が経営するバーで3人は久々の再会を果たす。冴子は失踪したマリ子を探してほしいという依頼を受け、マリ子の同棲相手が藤原の弟分であることを突き止めるが、その男が対立するヤクザ・八代組と抗争になりマリ子も巻き添えとなって殺されてしまう。一方、多発する女子高生連続失踪事件を調べる愛子は藤原と対立する八代組とレズビアンを専門とする人身売買組織が関与していることにたどり着くが彼らに捕まってしまう。冴子は八代組への復讐を目論む藤原の協力を得て人身売買の現場へ乗り込むが、藤原は八代組との争いの末に命を落とし、苦労して救出した愛子も巻き添えとなって八代組に殺されてしまうのだった。

## キャスト
- 冴子 - 常盤貴子
- 愛子 - 紅夜叉
- ヤクザ・藤原 - 藤原喜明
- バーのマスター・内藤 - 内藤陳
- 人身売買組織のボス - 風間ルミ
- 八代組の黒田 - 田口トモロヲ
- 神取忍
- 天本英世
- 片桐竜次
- 藤原組
- LLPW

## スタッフ
- 製作総指揮：真柴貴興、森澤広明
- プロデューサー：土田庄一
- 監督：相澤睦彦
- 監督補：吉村典之
- 助監督：大崎章
- 脚本/原作：真柴貴興
- 撮影：Mr.CHIN
- 音楽：松田文
- 美術：西村徹
- 録音：八木隆幸
- 照明：林本修一
- 編集：阿部浩英
- 制作：ウィズ、ウッドオフィス